# Euagrotis yaxcaba
Euagrotis yaxcaba là một loài bướm đêm trong họ Noctuidae.